# Temporada 2002-2003 del FC Barcelona
Les dades més destacades de la temporada 2002-2003 del Futbol Club Barcelona són les següents:

## 2003

### Juny
- 30 juny - El president de la Generalitat Jordi Pujol i l'alcalde de Barcelona Joan Clos reben a la nova junta directiva del FCB. --- Philip Cocu renova per una temporada més.
- 27 juny - El FCB decideix no assumir l'augment de la fitxa de Kluivert pactat per Joan Gaspart i Solves i la clàusula de rescissió del davanter neerlandès queda reduïda a 1,8 milions d'euros
- 26 juny - El porter turc Rüştü Reçber fitxa pel FCB. --- Juan Carlos Unzué, Eusebio Sacristán i Guillermo Amor es comprometen amb el FCB per formar part del cos tècnic. --- La directiva comunica a Gaizka Mendieta i Juan Pablo Sorín que no continuaran al club.
- 25 juny - El Barça presenta recurs contra la sanció de quatre partits a Patrick Kluivert expulsat al Camp Nou en el darrer partit davant el Celta de Vigo.
- 24 juny -  La secció de bàsquet assoleix la Lliga ACB. L'equip de Svetislav Pešić i Sarunas Jasikevicius derrota el Pamesa Valencia per 3-0 en els play-off i completa una temporada històrica amb tres títols: Eurocopa, Copa del Rei i Lliga
- 23 juny - Frank Rijkaard signa com a nou entrenador del FCB per quatre temporades. Henk Ten Kate serà el seu segon. --- Radomir Antić i Frank de Boer són informats per Txiki Begiristain i Sandro Rosell de què no seguiran al club
- 22 juny - Joan Laporta i Estruch pren possessió com a president del FCB

### Maig
- 18 maig -  El Barça d'handbol de Valero Rivera aconsegueix la Lliga ASOBAL en vèncer a domicili al BM Ciudad Real (28-30) en el partit decisiu. -- 34a. jornada de Lliga. Derrota del Barça al Camp Nou davant el Mallorca (1-2). Gol blaugrana de Kluivert i frustració de l'afició en un partit que aplega 49.500 espectadors a les grades. El FCB és vuitè a 25 punts del líder Reial Societat

### Abril
- 22 abril - Copa d'Europa. Quarts de final. Tornada. El Barça cau eliminat per la Juventus de Torí, que guanya al Camp Nou (1-2). Xavi iguala el gol inicial de Nedved, però Zalayeta a la pròrroga classifica els bianconeri, que pateixen l'expulsió de Davids. El FCB completarà la seva quarta temporada seguida sense cap títol oficial.

### Març
- 31 març - El president Enric Reyna i el director general Pérez Farguell viatjen a Madrid per tractar amb Angel María Villar el tema del tancament pendent el Camp Nou. La Federació Espanyola considera que un recurs de reposició del FCB no paralitza la clausura del Camp Nou en els propers partits i que per tant cal complir la sanció.

### Febrer
- 7 febrer - Joan Gaspart i Solves convoca una roda de premsa i anuncia la seva dimissió a partir de l'1 de març i la convocatòria de noves eleccions a la presidència del club
- 6 febrer - El Secretari General de l'Esport de la Generalitat de Catalunya, Josep Maldonado, convoca en una reunió secreta a Joan Gaspart, Ramon Fusté i Lluís Bassat. Els quatre reunits pacten la sortida de Joan Gaspart de la presidència a canvi de retirar la moció de censura contra el president del Barça. La Comissió Estatutària del club refusa la tramitació de la moció de censura per 6 vots a 5.
- 4 febrer - El vicepresident sisè Salvador Alemany presenta la seva dimissió.
- 2 febrer - El tècnic serbi Radomir Antić és presentat com a nou entrenador del primer equip fins a final de temporada
- 1 febrer - 20a. Jornada de Lliga: Desfeta blaugrana al Vicente Calderón enfront l'Atlètic de Madrid (3-0). Jesús Antonio de la Cruz s'asseu a la banqueta, Fabio Rochemback és expulsat i el FCB queda a tres punts de la zona de descens. La crisi de l'equip i del club arriba a un dels seus punts més àlgids.

## Plantilla
| - Carles Puyol - Xavi Hernández - Gerard López - Víctor Valdés - Gabri - Dani - Fernando Navarro - Patrick Kluivert - Michael Reiziger - Philip Cocu - Marc Overmars - Frank De Boer |  | - Roberto Bonano - Javier Pedro Saviola - Juan Román Riquelme - Juan Pablo Sorín - Thiago Motta - Fabio Rochemback - Geovanni Deiberson - Luis Enrique Martínez - Gaizka Mendieta - Patrik Andersson - Philippe Christanval - Robert Enke |  | Jugadors del filial: - Òscar López - Oleguer Presas - Nano - Andrés Iniesta |

- Entrenador:  Louis Van Gaal substituït per  Jesús Antonio de la Cruz i després per  Radomir Antić

## Resultats
| PARTITS 2002-2003 |
| --- |
| 26-07-2002 Amistós. GRENOBLE-BARCELONA 1-0 28-07-2002 Amistós. LAUSANNE-BARCELONA 0-2 30-07-2002 Amistós. SERVETTE-BARCELONA 1-4 02-08-2002 Tomeig Amsterdam 2002. PARMA-BARCELONA 2-4 04-08-2002 Torneig Amsterdam 2002. AJAX-BARCELONA 4-3 07-08-2002 Amistós. NEWCASTLE-BARCELONA 0-3 14-08-2002 Lliga de Campions (prèvia, anada). BARCELONA-LEGIA 3-0 23-08-2002 Gamper. BARCELONA-ESTRELLA ROJA 1-0 28-08-2002 lliga de Campions (prèvia, tomada). LEGIA-BARCELONA 0-1 01-09-2002 Lliga (1). BARCELONA-ATLÈTIC MADRID 2-2 11-09-2002 Copa (1/32, parts únic). NOVELDA-BARCELONA 3-2 14-09-2002 Lliga (2). ATHLÈTIC CLUB-BARCELONA 0-2 18-09-2002 Lliga de Campions (1). BARCELONA-BRUIXES 3-2 21-09-2002 Lliga (3). BARCELONA-ESPANYOL 2-0 24-09-2002 Lliga de Campions (2). GALATASARAY-BARCELONA 0-2 28-09-2002 Lliga (4). BETIS-BARCELONA 3-0 01-10-2002 Lliga de Ca mpions (3). LOKOMOTIV MOSCOU-BARCELONA 1-3 06-10-2002 Lliga (5). BARCELONA-OSASUNA 2-2 20-10-2002 Lliga (6). VALLADOLID-BARCELONA 2-1 23-10-2002 Lliga de Campions (4). BARCELONA-LOKOMOTIV MOSCOU 1-0 26-10-2002 Lliga (7). BARCELONA-ALABÈS 6-1 29-10-2002 Lliga de Campions (5). BRUIXES-BARCELONA 0-1 03-11-2002 Lliga (8). RACING-BARCELONA 1-1 09-11-2002 Lliga (9). BARCELONA-VILA-REIAL 1-0 13-11-2002 Lliga de Campions (6). BARCELONA-GALATASARAY 3-1 16-11-2002 Lliga (10). DEPORTIVO-BARCELONA 2-0 23-11-2002 Lliga (11). BARCELONA-REIAL MADRID 0-0 27-11-2002 lliga de Campions (2a. Iligueta 1). BAYER LEVERKUSEN-BARCELONA 1-2 01-12-2002 Lliga (12). REIAL SOCIETAT-BARCELONA 2-1 07-12-2002 Lliga (13). RAYO VALLECANO-BARCELONA 1-0 11-12-2002 Lliga de Campions (2a. Iligueta 2). BARCELONA-NEWCASTLE UNITED 3-1 15-12-2002 Lliga (14). BARCELONA-SEVILLA 0-3 29-12-2002 Lliga (15). MALLORCA-BARCELONA 0-4 05-01-2003 Lliga (16). BARCELONA-RECREATIVO 3-0 12-01-2003 Lliga (17). MÀLAGA-BARCELONA 0-0 18-01-2003 Lliga (18). BARCELONA-VALÈNCIA 2-4 26-01-2003 Lliga (19). CELTA-BARCELONA 2-0 29-01-2003 Amistós. BENFICA-BARCELONA 0-1 01-02-2003 Lliga (20). ATLÈTIC MADRID-BARCELONA 3-0 04-02-2003 Amistós. CADIS-BARCELONA 1-2 09-02-2003 Lliga (21). BARCELONA-ATHLÈTIC CLUB 2-2 15-02-2003 Lliga (22). ESPANYOL-BARCELONA 0-2 18-02-2003 Lliga de Campions (2a. Iligueta, 3). BARCELONA-INTER 3-0 22-02-2003 Lliga (23). BARCELONA-BETIS 4-0 26-02-2003 Lliga d e Campions (2a. Iligueta, 4). INTER-BARCELONA 0-0 02-03-2003 Lliga (24). OSASUNA-BARCELONA 2-2 05-03-2003 Amistós. LLORCA-BARCELONA 1-4 08-03-2003 Lliga (25). BARCELONA-VALLADOLID 1-1 11-03-2003 Lliga de Campions (2a. Iligueta, 5) BARCELONA-BAYER LEVERKUSEN 2-0 16-03-2003 Lliga (26). ALABÉS-BARCELONA 0-0 19-03-2003 Lliga de Campions (2a. Iliguela, 6). NEWCASTLE-BARCELONA 0-2 23-03-2003 Lliga (27). BARCELONA-RACING 6-1 02-04-2003 Amistós. BARCELONA-AL ATTIHAD 5-0 05-04-2003 Lliga (28). VILA-REIAL-BARCELONA 2-0 09-04-2003 Lliga de Campions (1/4, anada). JUVENTUS-BARCELONA 1-1 12-04-2003 Lliga (29). BARCELONA-DEPORTIVO 2-4 19-04-2003 Lliga (30). REIAL MADRID-BARCELONA 1-1 22-04-2003 Lliga de Campions (1/4. tornada). BARCELONA-JUVENTUS 1-2 27-04-2003 Lliga (31). BARCELONA-REIAL SOCIETAT 2-1 04-05-2003 Lliga (32). BARCELONA-RAYO VALLECANO 3-0 08-05-2003 Copa Catalunya (semifinal, partit únic). TERRASSA-BARCELONA 1-1 El Terrassa es va dassificar per la final a la tanda de penals (4-2). 11-05-2003 Lliga (33). SEVILLA-BARCELONA 0-0 18-05-2003 Lliga (34). BARCELONA-MALLORCA 1-2 25-05-2003 Lliga (35). RECREATIVO-BARCELONA 1-3 01-06-2003 Lliga (36). BARCELONA-MÀLAGA 2-1 15-06-2003 Lliga (37). VALÈNCIA-BARCELONA 1-3 22-06-2003 Lliga (38) BARCELONA-CELTA 2-0 |